# Великий шлем мандрівника

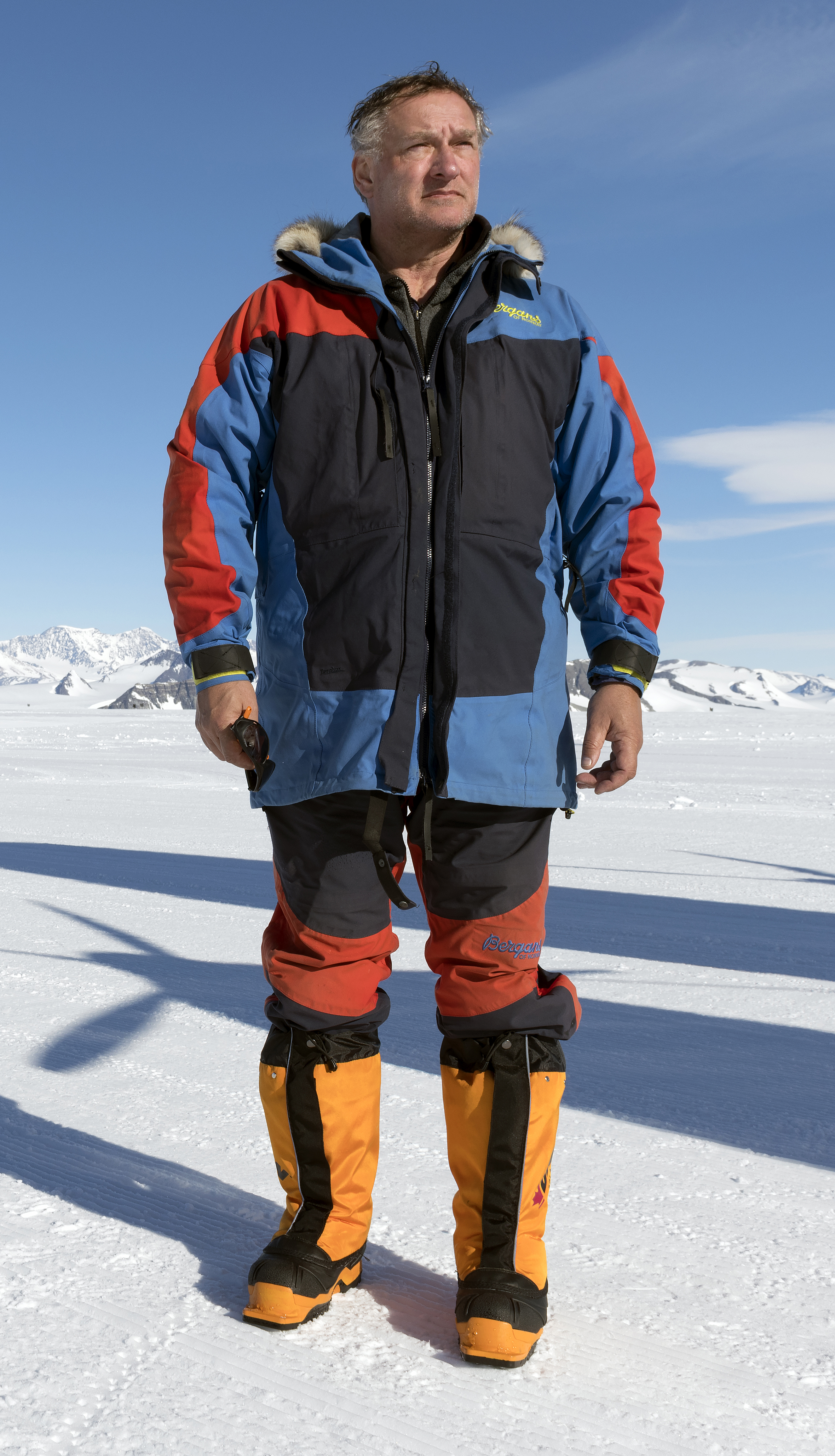
Сер Девід Гемплеман-Адамс в Антарктиді, 2018 рік. У 1998 році він став першою людиною, яка завершила Великий шлем мандрівника.

Великий шлем мандрівника (англ. The Explorer's Grand Slam) — це випробування для шукачів пригод, метою якого є досягнення Північного полюса, Південного полюса та підкорення всіх Семи вершин (Еверест, Аконкагуа, Деналі, Кіліманджаро, Ельбрус, Вінсон та Пунчак-Джая або Косцюшко).

## Історія

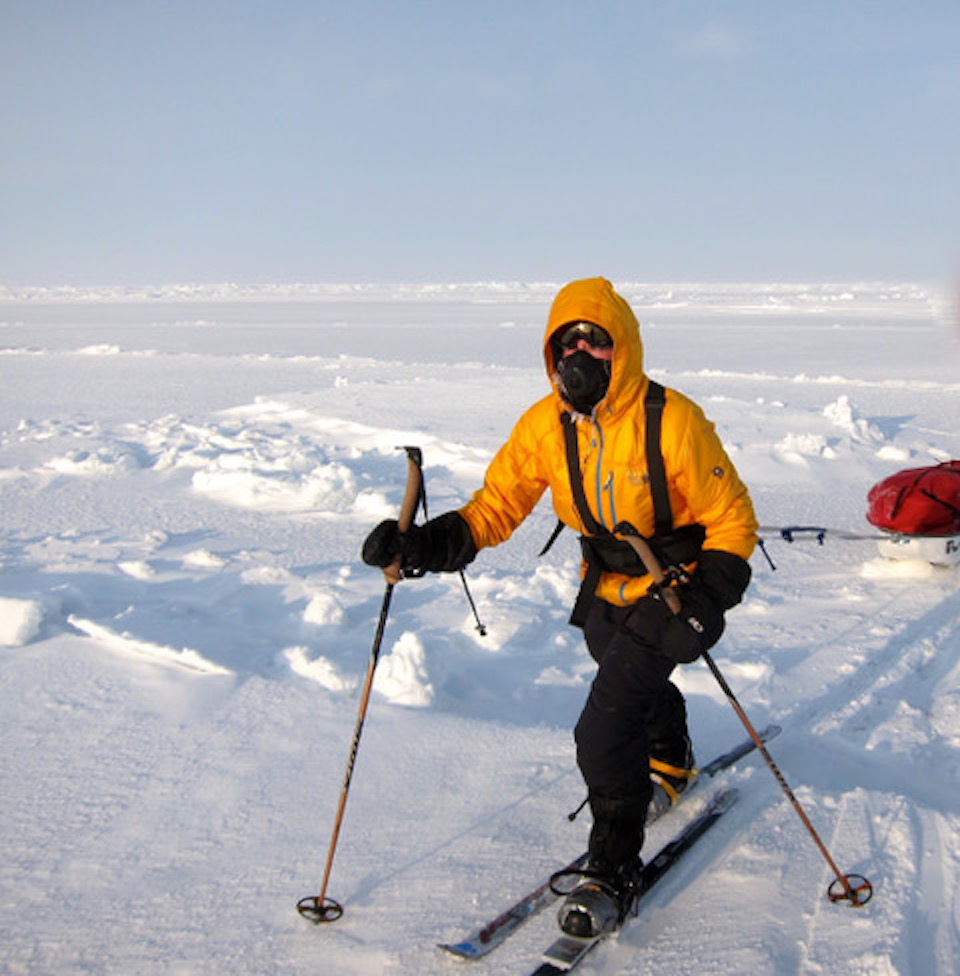
Ванесса О'Браєн прямує на лижах на Північний полюс у рамках свого Великого шлему мандрівника, 2013 рік.

Початкова концепція передбачала полярні подорожі, що починаються з визнаних прибережних точок і включають тривалі поїздки на санях. З часом значно коротші, легші та менш серйозні полярні подорожі «Останнього градусу» — від паралелі 89° до полюса (під кутом 90°) стали позначати як «Великий шлем мандрівника (Останній градус)», англ. Explorer's Grand Slam (Last Degree).
Альпіністська спільнота, Американський альпійський клуб, Клуб дослідників та альпіністські компанії, такі як International Mountain Guides, визначають Великий шлем мандрівника як досягнення Семи вершин плюс Північного та Південного полюсів (як мінімум з Останнього градуса).
Існує згода про Істинний великий шлем мандрівника (англ. True Explorer's Grand Slam), який означає підкорення всіх 14 вершин вище 8000 метрів, Семи вершин і обох полюсів (14 + 7 + 2).
Так само існує згода про Великий шлем справжнього шукача пригод (англ. True Adventurer's Grand Slam), який передбачає відвідування також магнітних північного та південного полюсів. Вся термінологія та рекомендації щодо реєстрації даних про полярні експедиції здійснюються відповідно до Схеми класифікації полярних експедицій (Polar Expeditions Classification Scheme, PECS).
У 1998 році Девід Гемплман-Адамс став першим,хто завершив проходження «Великого шлему мандрівника».
У квітні 2005 року Пак Йон Сок став першим, хто пройшов «Істинний Великий шлем мандрівника».
У 2011 році Річард Паркс, колишній гравець збірної Уельсу з регбі став першим, хто пройшов «Великий шлем мандрівника (Останній градус)» в межах одного календарного року, зробивши це за сім місяців.
16 квітня 2013 року Ванесса О'Браєн стала першою жінкою, яка пройшла «Великий шлем мандрівника (Останній градус)» в межах одного календарного року, зробивши це за одинадцять місяців.
У 2014 році Цзін Ванг стала поточною світовою рекордсменкою серед жінок зі швидкості проходження «Великий шлем мандрівника (Останній градус)».за 142 дні.
21 квітня 2015 року сестри Таші та Нунгші Малік стали першими у світі близнюками, а також першими південноазіатами, які завершили «Великий шлем мандрівника (Останній градус)».
27 травня 2016 року Колін О'Брейді став світовим рекордсменом зі швидкості проходження «Великого шлема мандрівника (Останній градус)», зробивши це за 139 днів
Наймолодшою людиною, яка пройшла «Великий шлем мандрівника (Останній градус)», 12 квітня 2017 року стала Марін Мінамія (Marin Minamiya) у віці 20 років

## Люди, які здійснили проходження випробування

### Повний великий шлем (англ.Full Grand Slam, обидва полюси досягнуто від зовнішнього узбережжя)
У хронологічному порядку:
1. Девід Гемплеман-Адамс (Велика Британія)
2. Федір Конюхов (Росія)
3. Хо Йон Хо (Південна Корея)
4. Пак Йон Сок (перший, хто завершив «Істинний великий шлем мандрівника») (Південна Корея)[5]
5. Бернар Войє(інші мови) (Канада)[15]
6. Сесілі Ског(інші мови) (Норвегія)
7. Макс Чайя(інші мови) (Ливан)
8. Раян Вотерс(інші мови) (США)[16]
9. Стюарт Сміт (США)
10. Йоган Ернст Нільсон(інші мови) (Швеція)[17]
11. Вілко ван Роєн(інші мови) (Нідерланди)[18]

### Великий шлем (один полюс досягнуто від зовнішнього узбережжя, другий— від внутрішнього узбережжя або з 89 градусів)
У хронологічному порядку:
1. Харальдур Олафссон (Південний не з узбережжя) (Ісландія)
2. Ху Сві Чіоу (Південний не з узбережжя) (Сінгапур)[19]
3. Арнольд Вітціг (Південний не з узбережжя) (Швейцарія, Канада)[20]
4. Елісон Левін (Північний не з узбережжя) (США)[21]
5. Мостафа Саламех(інші мови) (Північний не з узбережжя) (Йорданія)р[22]
6. Ньюелл Хантер (Північний не з узбережжя) (Велика Британія)[23]
7. Чжан Лян (Південний не з узбережжя) (КНР)[24]
8. Гражина Махнік (Північний не з узбережжя) (Польща, Велика Британія)
9. Яко Оттінк (Північний не з узбережжя) (Нідерланди)[25]
10. Жером Брізебур (Північний не з узбережжя) (Франція)[26]
11. Марк Шаттлворт (Північний не з узбережжя) (Велика Британія)[27]
12. Інге Мелой (Північний не з узбережжя) (Норвегія)[28]

### Великий шлем (Останній градус) (обидва полюси з 89 градусів)
У хронологічному порядку:
1. Шон Дісней (ПАР)[29]
2. Воган де ла Харп (ПАР)
3. Сібусісо Вілане(інші мови) (ПАР)
4. Артур Марсден (ПАР)
5. Ендрю Ван Дер Вельде (ПАР)
6. Вернон Техас(інші мови) (США)
7. Вілл Крос(інші мови) (США)
8. Лей Ванг(інші мови) (КНР, США)
9. Ніл Лафтон(інші мови) (Велика Британія)[30]
10. Джо Гамбі (Велика Британія)
11. Роб Гамбі (Австралія)
12. Рендалл Пітерс (США)
13. Ван Юнфен(інші мови) (КНР)
14. Сі Луо (КНР)
15. Лю Цзянь (КНР)
16. Ван Ші(інші мови) (КНР)
17. Чжун Цзяньмін (КНР)
18. Цзінь Фейбао(інші мови) (КНР)[31]
19. Ван Цюян (КНР)
20. Сюзанна Ненс (США)[32]
21. Річард Паркс ( (Велика Британія)
22. Андреа Кардона(інші мови) (Гватемала)
23. Джон Далем (США)
24. Метью Голт (Велика Британія)
25. Лен Стенмор (Канада)[33]
26. Шеріл Барт(інші мови) (Австралія)
27. Ванесса О'Браєн (Велика Британія, США)
28. Себастьян Мерріман (Велика Британія)[34]
29. Цзін Ванг (КНР)[9]
30. Таші Малик (Індія)[35]
31. Нунгші Малік (Індія)[35]
32. Омар Самра(інші мови) (Єгипет)[36]
33. Маша Гордон(інші мови) (Росія, Велика Британія)
34. Колін О'Брейді (США)[10]
35. Джон Мурхаус(Велика Британія)
36. Віктор Весково (США)[37]
37. Шон Сварнер (США)[38]
38. Марін Мінамія (Японія)[14]
39. Майкл Грігсбі (США)[39]
40. Джулія Елінор Шульц (Німеччина)[40]
41. Мухамад Мукхараббін Мохтаррудін (Малайзія)[41]
42. Майк Гіббонс (США)[42]
43. Ніколаос Мангітсіс (Греція)[43]
44. Джосу Фейжу (Іспанія)[44]
45. Джеймс Холлідей (США)[45]
46. Джоел Шауер (США)[46]
47. Елікзендер Панко (США)[47]
48. Лейфур Сваварссон (Ісландія)[48]
49. Кхай Нгуєн (Канада)
50. Тейлор Свейцер (США)

## Зовнішні посилання
- Explorers Grand Slam (офіційний вебсайт, англійською)
- Adaptive Grand Slam (офіційний вебсайт, англійською)
- Витоки Explorers Grand Slam з Ванесою О’Браєн (англійською)